# Comuna Kolding
Kolding (Kolding Kommune) este o comună din regiunea Syddanmark, Danemarca, cu o suprafață totală de 604,51 km².